# ジョン・ノーブル・バーロウ
ジョン・ノーブル・バーロウ（John Noble Barlow、1861年 - 1917年3月24日）はイギリス生まれの画家である。風景画や海洋画を描いた。

## 略歴
マンチェスターで生まれた。パリの私立の美術学校、アカデミー・ジュリアンに入学し、ジュール・ジョゼフ・ルフェーブルや、ポール＝ルイ・ドゥランス、ジャン＝ジョセフ・バンジャマン＝コンスタンに学んだ。その後、ベルギー 、オランダ 、アメリカのニューヨークで学んだ。しばらくアメリカで暮らし、1887年にアメリカの市民権を取得したが、1889年までにヨーロッパに戻った。アメリカではロードアイランド州のプロビデンスに住み、プロビデンス美術クラブの会員になり、ナショナル・アカデミー・オブ・デザインの展覧会やシカゴ美術研究所(シカゴ美術館)の展覧会に出展した。
イギリスに戻り、1891年にロンドンでアメリカ女性と結婚し、1892年からコーンウォール州のセント・アイヴスに住んだ。1896年に英国王立芸術家協会（Royal Society of British Artists) の会員になり、1916年に王立油彩画家協会 の会員となった。1899年のサロン・ド・パリや1900年のパリ万国博覧会の展覧会で入賞した。コーンウォールの Lamornaにスタジオを開き、近隣の風景を描いた。
美術学校を開き、教えた画家にはアンナ・アリシア・ヒルズやドナルド・ヘンリー・フロイドらがいる。ペンザンスで死去した。

## 作品

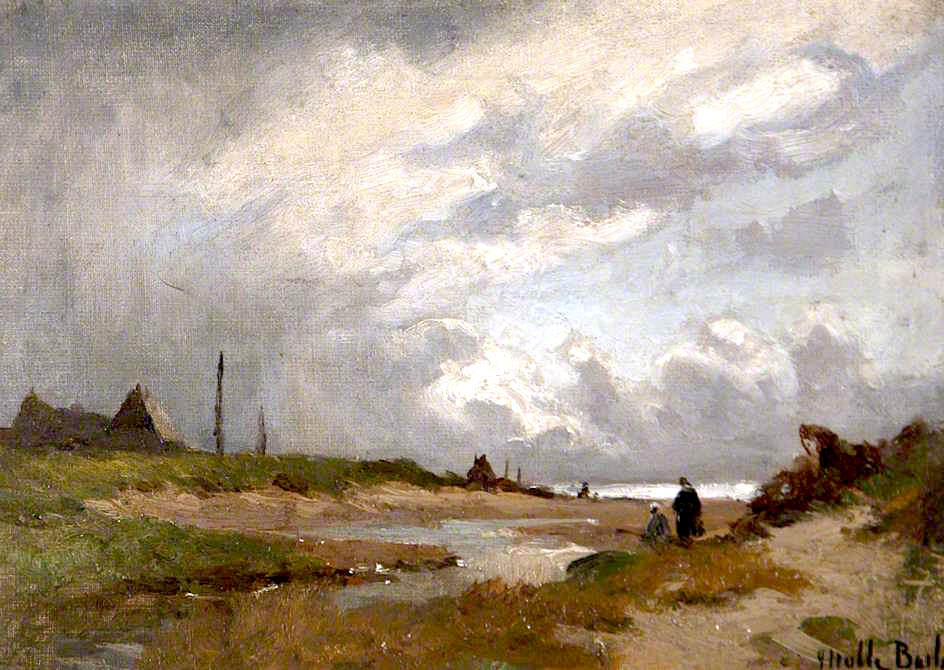
コーンウォールのマラジオンの風景
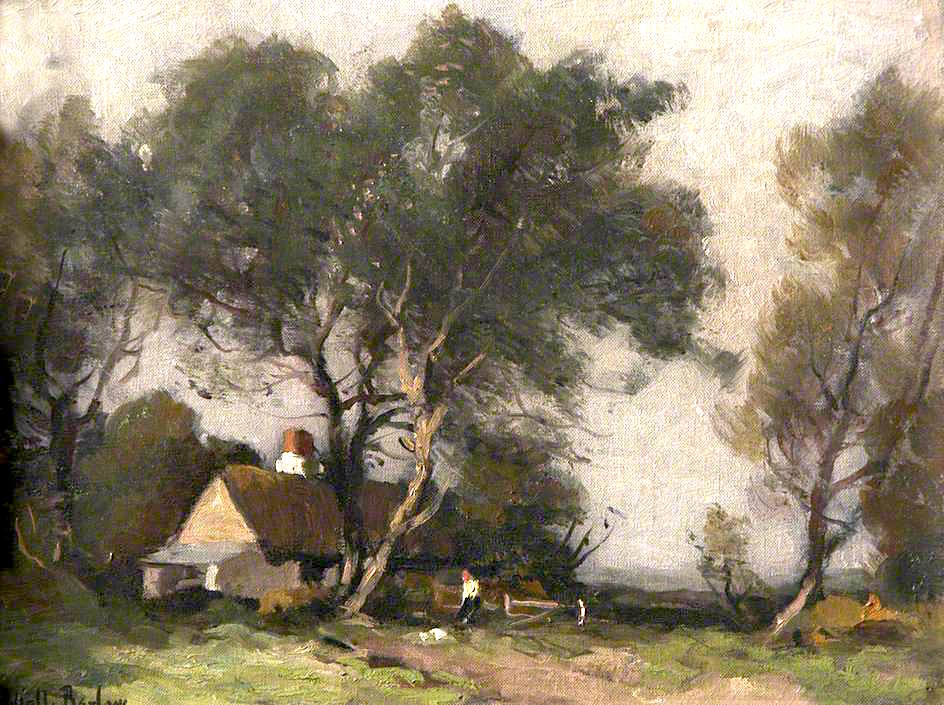
コーンウォールの小屋
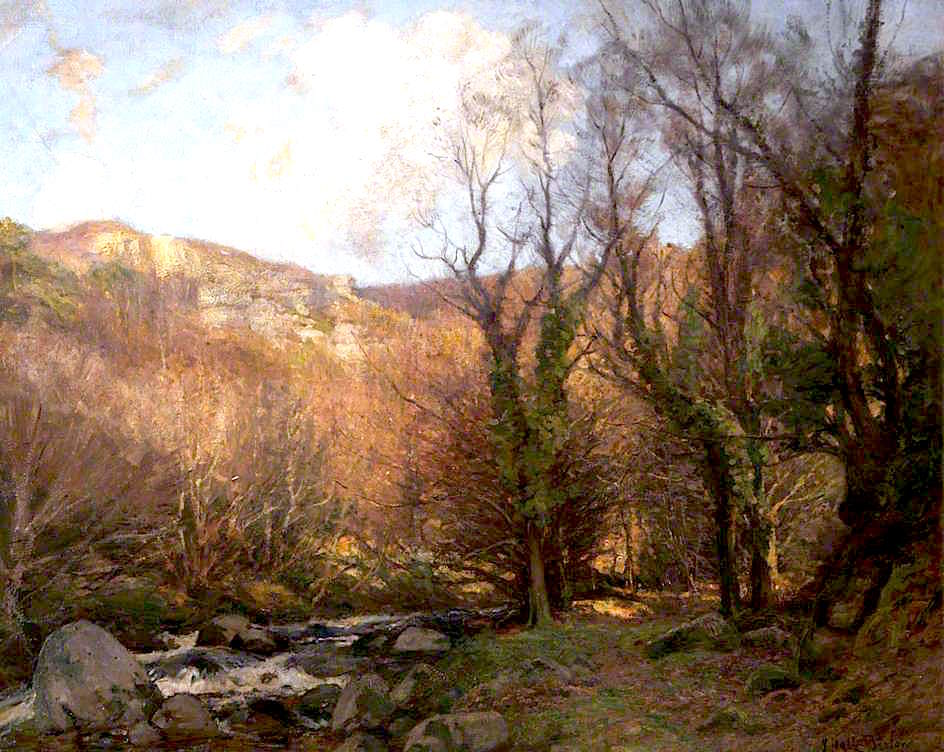
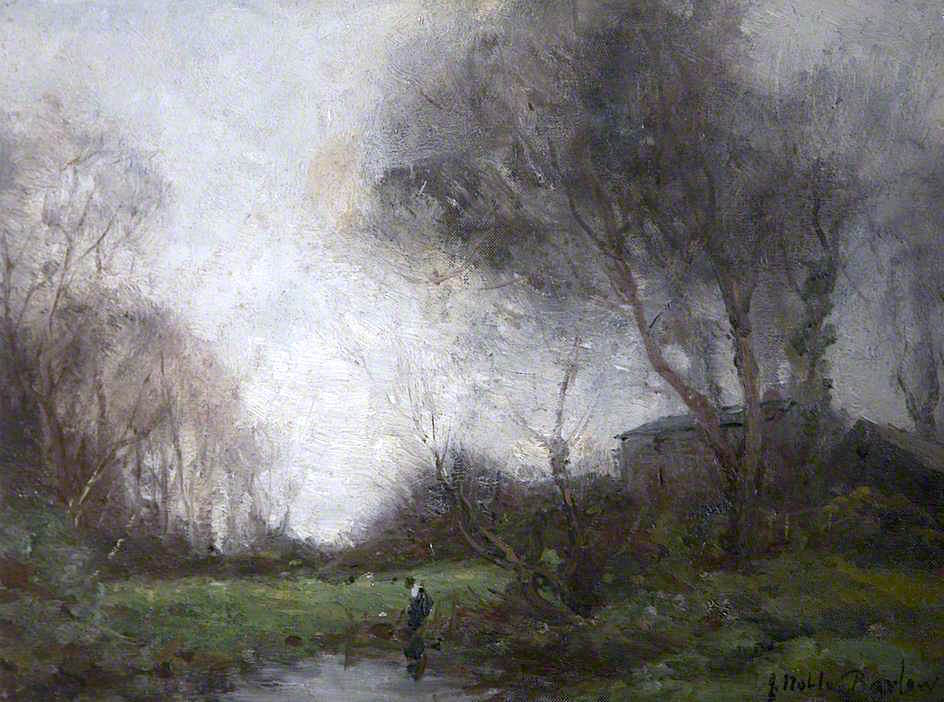
コーンウォールの冬の朝
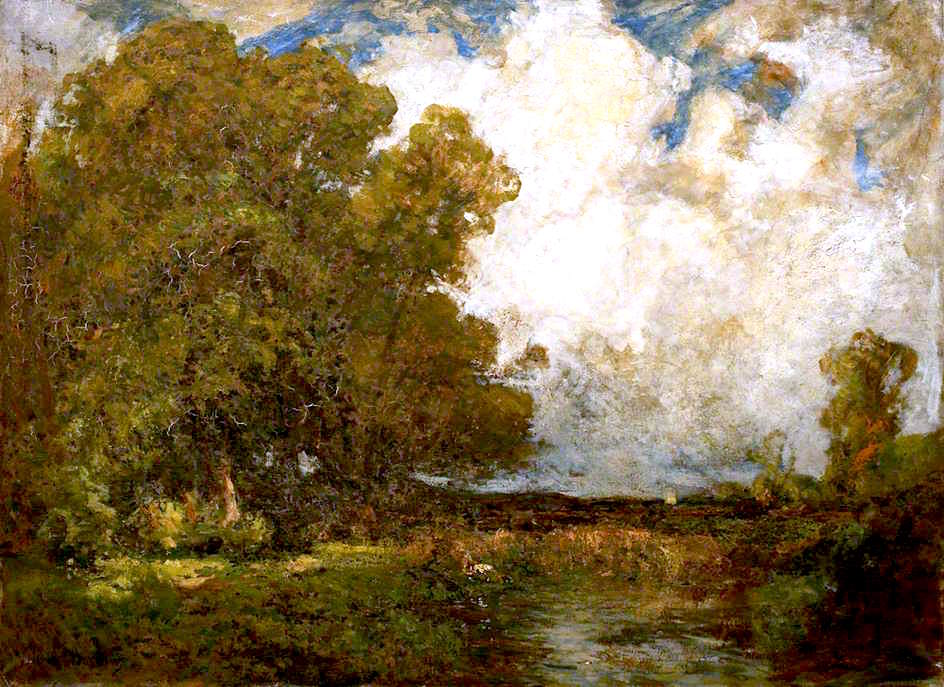
森の風景
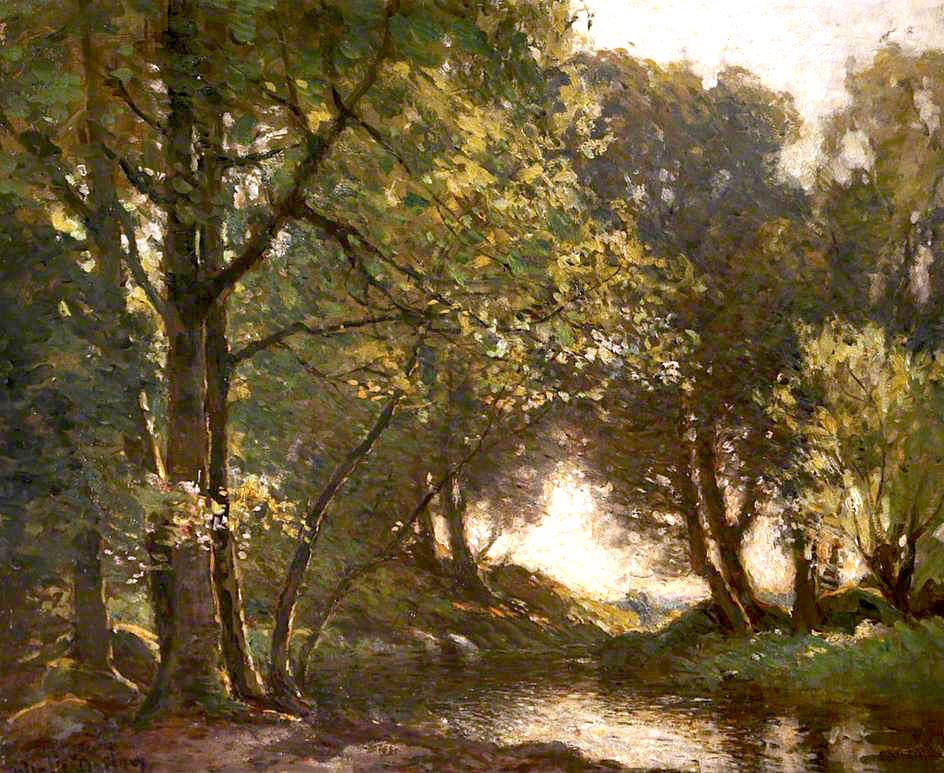
デヴォンシャーの谷